# Traidor (canção)
"Traidor" é uma canção da cantora e compositora brasileira Paula Fernandes. A canção lançada como single em 13 de julho de 2017, a canção possui influência do reggaeton.

## Composição
A composição da canção é da própria Paula Fernandes, a canção fala sobre a superação de uma traição.
| “ | “Finalmente posso revelar para vocês meu novo clipe ‘Traidor’!! Fiz da minha voz e canção o ‘desabafo’ de tanta gente que passa por isso, mas consegue sim, superar e seguir em frente. Espero que vocês gostem do resultado, amores. Eu amei" | ” |

Escreveu a cantora.

## Videoclipe
Um videoclipe foi lançado em 13 de julho de 2017, o vídeo foi gravado em Paraty e foi dirigido por Bruno Fioravanti, a versão ao vivo foi gravada durante o DVD Origens .

## Lista de faixas
- Download digital

1. "Traidor" - 3:19[5]

## Desempenho nas tabelas musicais
| Tabela musical (2017)                     | Melhor posição |
| ----------------------------------------- | -------------- |
| Brasil - Billboard Brasil Hot 100 Airplay | 51             |